# خوان بابلو بلاتا فيغيروا
خوان بابلو بلاتا فيغيروا (بالإسبانية: Juan Pablo Plata)‏ (1982، بوغوتا في كولومبيا)؛ كاتب، صحفي وروائي كولومبي.